# Breitenbach (Gabelbach)
Der Breitenbach, im Oberlauf auch Seebach genannt, ist ein über 7 km langer Bach im zentralen Odenwald auf der Gemarkung von Markt Kirchzell im bayerischen Landkreis Miltenberg, der sich unterhalb des Weilers Breitenbach von Nordwesten kommend mit dem von Süden kommenden Teufelsbach zum Gabelbach vereint. Sein Oberlauf auf der Teilgemarkung von Watterbach hieß oder heißt auch Seebach.

## Geographie

### Verlauf
Der Breitenbach entspringt etwa anderthalb Kilometer südwestlich des zu Kirchzell gehörenden Kirchdorfs Breitenbuch im Wald, in dem er auf den ersten drei Vierteln seines Laufes, von kürzeren Tallichtungen abgesehen, auch verbleibt. Er fließt zunächst südlich und durchläuft dabei im FFH-Gebiet Drei Seen im oberen Breitenbachtal bei Breitenbuch kurz nacheinander zwei Weiher von zusammen 2,7 ha. Dann wendet er sich auf Südost, schließlich nach knapp der Hälfte seines Laufes auf Südsüdostlauf. Bis dorthin ohne andere Zuflüsse als allenfalls kurze Gerinne von Hangquellen, fließt ihm erst etwa anderthalb Kilometer vor seiner Mündung in nun schon offener Wiesenaue unter Waldhängen von rechts sein erster mehr als einen Kilometer langer Nebenbach aus dem von Südwesten kommenden Kastaniental zu.

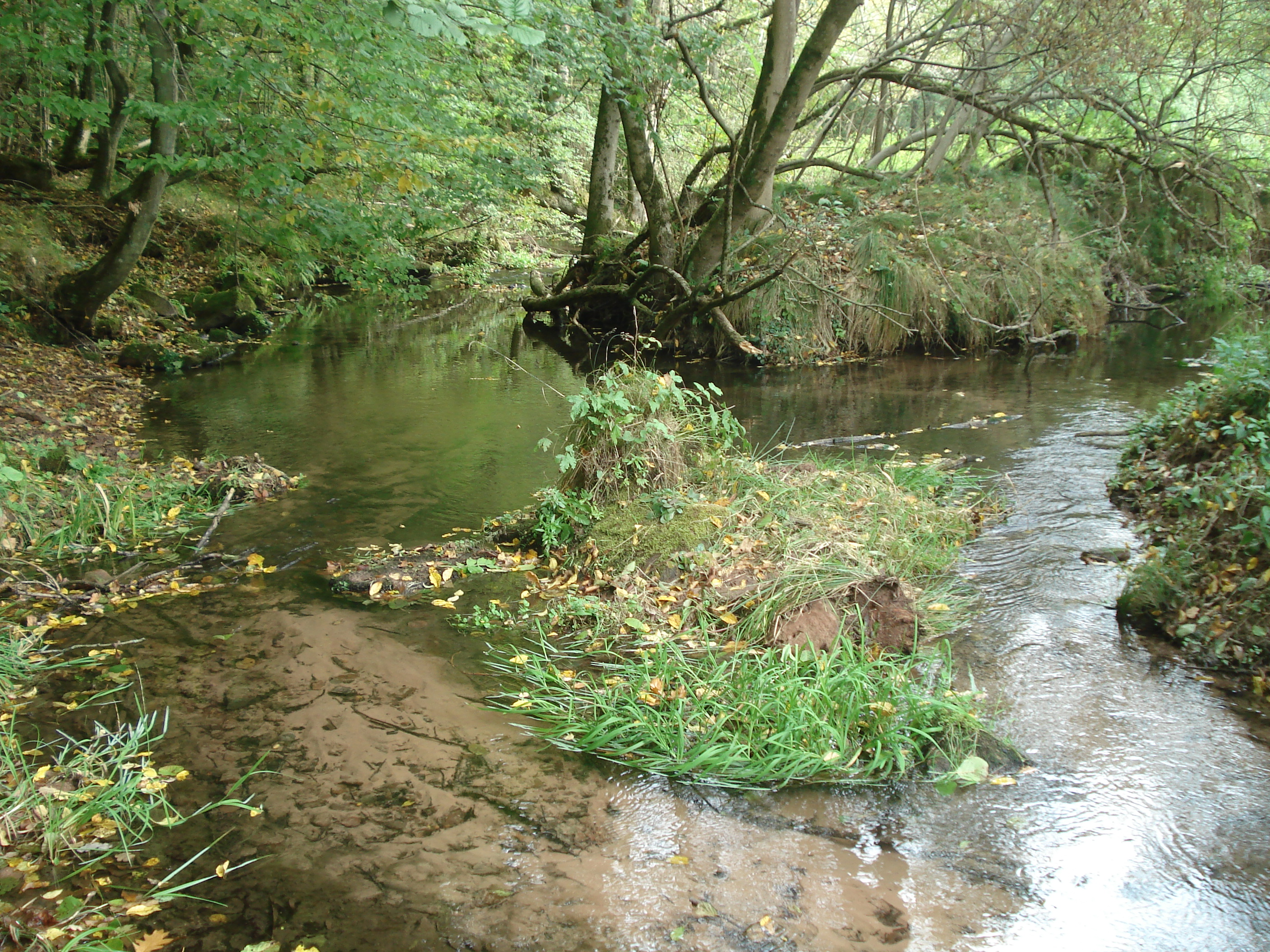
Der Breitenbach (vorne) vereinigt sich mit dem Teufelsbach (rechts) zum Gabelbach (hinten)

Etwas weniger als einen Kilometer weiter liegt die erste und letzte Siedlung links am Lauf, der Kirchzeller Weiler Breitenbach. Dort mündet von Norden kommend der einzig bedeutende, fast 5 km lange Zufluss Dörnbach, der das Einzugsgebiet des Breitenbachs fast verdoppelt, aber im Unterlauf nur noch episodisch Wasser führt. Etwas über einen halben Kilometer weiter talwärts fließt er mit dem von Süden kommenden Teufelsbach zum Gabelbach zusammen, der dann ungefähr in Zuflussrichtung des Teufelsbachs weiterläuft. Die Bachvereinigung liegt zwischen dem Mudauer Weiler Ernsttal im Süden und dem Kirchdorf Ottorfszell im Norden, einem Ortsteil von Kirchzell, sowie dicht neben der L 2311/St 2311, die hier auf der Talachse Teufelsbach–Gabelbach in der Odenwaldmitte die Landesgrenze zwischen Baden-Württemberg im Süden und Bayern im Norden quert.
Da der für den Weitverkehr unbedeutendere Breitenbach den verkehrstechnisch wichtigeren Teufelsbach an Einzugsgebiet etwas, an Länge deutlich übertrifft, gilt er trotz geringerer Richtungskonstanz hydrologisch als Hauptast des Gabelbachs.

### Einzugsgebiet
Der Breitenbach entwässert 18,3 km² des zentralen Odenwalds über eine Folge nordwärts laufender Flüsse letztlich zum Main. Zu dieser Fläche trägt sein großer Nebenfluss Dörnbach über 40 % bei. Der Breitenbach läuft sehr nahe am westlichen, später am südlichen Rand des Einzugsgebietes, das deshalb stark linkslastig ist, während der Dörnbach ungefähr aus dessen Mitte an seinen östlichen Rand läuft und von dort diesem entlang zu seiner Zumündung.
Die Kontur des Einzugsgebietes hat etwa die Gestalt eines himmelsrichtungsparallelen Rechtecks, der man die Nordwestecke stark herausgezogen hätte. Seine Ecke im Südosten liegt an der Mündung, seine nordwestliche etwa anderthalb Kilometer nördlich des Breitenbachursprungs.
Die größtenteils wenig ausgeprägte nordöstliche Wasserscheide grenzt ans Einzugsgebiet des Waldbachs, der dem Gabelbach zumündet. Nahe dem Dörnbach läuft hinter der östlichen der Gabelbach nach Norden, diese ist deshalb markant als Kamm ausgebildet, wenn auch eher niedrig. Auf der kurzen südlichen Grenze des Entwässerungsgebietes gegen den Teufelsbach, der sehr genau die Landesgrenze zwischen Bayern diesseits und Baden-Württemberg jenseits folgt, liegt Der Kolli (547,5 m ü. NHN), die höchste Erhebung des gesamten bayerischen Odenwalds. Die westliche Wasserscheide schließlich zieht im südlichen Abschnitt zunächst, wenig hinter der Landgrenze im Hessischen, am Rande einer Hochebene um Hesselbach, welche größtenteils zur Itter entwässert, die südwärts zum Neckar läuft; sie ist also Teil der Großwasserscheide zwischen Main und Neckar durch den Odenwald. Weiter im Norden schließlich wird der Bergrücken zum Itter-Gebiet schmaler und liegt wieder in Bayern, in fast parallelem Lauf zum Breitenbach fließt hier der Itter-Quellbach Euterbach südwärts. Im zentralen Gebiet zwischen den Mittelläufen von Breitenbach und von Dörnbach erreicht der höchste Finkenbuschkopf (541,7 m ü. NHN) fast das Gipfelniveau des Kolli.
Außer dem Weiler Breitenbach an der Mündung des Dörnbachs ist die einzige Ortschaft im Einzugsgebiet der ebenfalls Kirchzeller Weiler Dörnbach an dessen Mittellauf. Das der Quelle nächste Breitenbuch liegt just jenseits der nordöstlichen Wasserscheide. Vom Einzugsgebiet sind rund 90 % bewaldet. Der größere Teil der offenen Flur liegt auf der Hochfläche zwischen oberen Breitenbach und dem Dörnbachursprung südwestlich von Breitenbuch, der restliche Teil überwiegend in der unteren Breitenbach- und in der Dörnbachaue.

### Zuflüsse und Stillgewässer
von der Quelle zur Mündung. Länge, Seefläche, Einzugsgebiet, Höhe nach dem Online-Kartenserver der LUBW (→ Weblinks)- Andere Quellen sind vermerkt.
Quelle des Breitenbachs etwa 1,6 km südwestlich von Kirchzell-Breitenbuch auf etwa 495 m ü. NHN im Wald. Der Bach fließt zunächst südlich und schlägt einen langsamen Linksbogen von etwa 90° bis zur Mündung.
- Durchläuft zwei Weiher in kurzem Abstand auf 485–480 m ü. NHN, ca. 1,6 ha und ca. 1,1 ha.
- Hangzulauf, von rechts auf etwa 355 m ü. NHN, ca. 0,1 km. Entspringt dem Rotklingenbrunnen[8] auf etwa 380 m ü. NHN. Der Bach fließt ab etwa hier bis zur Mündung ostsüdöstlich.
- Streitbrunnen auf unter 350 m ü. NHN am nahen rechten Hangfuß, kurz vor einer anderthalb Hektar großen Wiesenlichtung. Der Bach fließt hier auf unter 345 m ü. NHN.
- Bach aus dem Kastaniental, von rechts und Südwesten auf etwa 270 m ü. NHN etwa 500 Meter nach dem Beginn der Wiesenflur in der Aue, ca. 1,4 km und ca. 1,0 km². Entsteht auf etwa 400 m ü. NHN unterm Sattel zwischen Kolli und Hohberg.
- Dörnbach, von links und zuletzt Norden auf unter 255 m ü. NHN beim Kirchzeller Weiler Breitenbach, ca. 4,9 km und 7,9 km². Entspringt etwa anderthalb Kilometer westlich des Kirchzeller Weilers Dörnbach einer Hangquelle auf unter 410 m ü. NHN. In seinem Mittellauf speist der Bach im Weiler Dörnbach einen Löschwasserteich und versickert nach dem Austritt aus diesem noch vor dem Erreichen des südlichen Ortsausgangs. Der ca. 3 km lange, streckenweise den linken Hangfuß aufwärts zum Fahrweg hin verlegte Unterlauf führt nur noch bei Starkregenereignissen oder während der Schneeschmelze Wasser und bildet in niederschlagsarmen Perioden bis zur Einmündung in den Breitenbach ein Trockental. Der Breitenbach selbst hat an diesem Zufluss eine Länge von ca. 6,7 km und ein Einzugsgebiet von ca. 10,4 km².

Zusammenfluss des Breitenbachs von links und zuallerletzt Westen mit dem rechten, von Süden kommenden Teufelsbach zum Gabelbach, der dann nordnordöstlich weiterfließt. Der Breitenbach hat hier eine Länge von 7,3 km und ein Einzugsgebiet von 7,3 km² hinter sich.

### Flusssystem Mud
- Liste der Fließgewässer im Flusssystem Mud

## Geschichte
Der westlichen Wasserscheide zwischen Breiten- und Euterbach folgt recht genau die Trasse des Obergermanisch-Raetischen Limes. Nach ihrem Westversatz etwas im Süden über den Kamm des Heidenbergs, den die erwähnte L 2311 als Passstraße quert, konnte die Linie hier wieder auf ihre nordnordwestliche Großrichtung zurückschwenken.